# Jazz Impressions of „A Boy Named Charlie Brown“
Jazz Impressions of „A Boy Named Charlie Brown“, ab 1972 auch A Boy Named Charlie Brown (The Original Sound Track Recording), ist ein Soundtrack-Album des Vince Guaraldi Trios. Die 1964 entstandenen Aufnahmen erschienen zunächst 1964 als Langspielplatte auf Fantasy Records. 2025 wurden die Aufnahmen in erweiterter Form auf zwei Compact Discs bei Craft Recordings wiederveröffentlicht. Die Edition erschien zur Feier des 75. Jubiläums von Die Peanuts und enthält das Originalalbum sowie 16 Outtakes, von denen 11 bisher unveröffentlicht waren.

## Hintergrund
Neben dem Soundtrack A Charlie Brown Christmas (Fantasy Records, 1965) komponierte und spielte der Pianist Vince Guaraldi Musik für viele andere Peanuts-bezogene Projekte, notierte Mark Sullivan. Jazz Impressions of „A Boy Named Charlie Brown“ wurde 1964 aufgenommen, ein Jahr vor der Ausstrahlung von A Charlie Brown Christmas; You're a Good Sport, Charlie Brown von 1975 war der vorletzte Soundtrack, den Guaraldi aufnahm, bevor er 1976 starb.
Nach dem Erfolg von „A Man Named Mays“, einer Dokumentation über den Centerfielder der San Francisco Giants, Willie Mays, machte sich Fernsehproduzent und Regisseur Lee Mendelson daran, die Geschichte eines anderen Baseballspielers zu erzählen, der in derselben Ära zu ähnlichem Ruhm gelangt war: „des glücklosen, aber widerstandsfähigen Außenseiters Charlie Brown“. Das Ergebnis war „A Boy Named Charlie Brown“, eine 60-minütige Dokumentation über den Peanuts-Erfinder Charles M. Schulz.
Das Vince Guaraldi Trio mit Monty Budwig am Bass und Colin Bailey am Schlagzeug nahm die Musik für Jazz Impressions of „A Boy Named Charlie Brown“ 1964 für Fantasy Records auf, um die nie im Fernsehen ausgestrahlte Dokumentation über den Peanuts-Erfinder zu begleiten. 1969 war dies der Titel eines Peanuts-Zeichentrickfilms, im deutschen Sprachraum bekannt als Charlie Brown und seine Freunde.
Ralph J. Gleason deutete in seinen Liner Notes zur Originalaufnahme von 1964 an, dass Guaraldi sich von den Werken von Charles Schulz inspirieren ließ; er „schuf Musik, die diese Inspiration widerspiegelt, sich in das Bild einfühlt und dennoch unverkennbar Vince Guaraldi ist“. Gleason fügte hinzu: „Jazz ist eine Musik des Individualismus. Als solche ist sie wahrhaftig eine Musik der Menschen, nicht der Stile. Jeder Mensch entwickelt seinen eigenen Klang, seine eigene Stimme, seine eigene musikalische Persönlichkeit, die sich bei manchen nur in ihrem eigenen Spiel ausdrückt. Bei Vince drücken sich der persönliche Klang, die persönliche Stimme und die individuelle musikalische Persönlichkeit nicht nur in seinem Spiel, sondern auch in seinem Komponieren aus.“ […] „Alle Charaktere in The Peanuts sind Künstler, die mit der unlogischen, blinden und mechanistischen Welt konfrontiert sind. Es war selbstverständlich, dass Vince Guaraldis Musik so gut dazu passte.“
Das Guaraldi-Album war ein Hit in den Vereinigten Staaten, obwohl der erwartete Werbeeffekt für die Dokumentation ausblieb. Die Doppel-CD-Edition Jazz Impressions of "A Boy Named Charlie Brown" (Expanded Edition) von 2025 enthält das Originalalbum sowie eine zweite CD mit alternativen Aufnahmen und zusätzlichem Material der Session. Das Trio interpretierte außerdem die Standards „Fly Me to the Moon“ und „Autumn Leaves“.
Die Original-LP enthielt als Bonus zwölf Lithografien von Charles Schulz’ berühmten Peanuts-Zeichnungen.

## Titelliste

### Original-LP (1964)
- Vince Guaraldi: Jazz Impressions of "A Boy Named Charlie Brown" (Fantasy 5017)[3]

1. Oh, Good Grief (Lee Mendelson, Vince Guaraldi) 2:21
2. Pebble Beach 2:47
3. Happiness Is 3:37
4. Schroeder 1:51
5. Charlie Brown Theme (Lee Mendelson, Vince Guaraldi) 4:20
6. Linus and Lucy 3:03
7. Blue Charlie Brown 7:26
8. Baseball Theme 3:13
9. Freda (mit the Naturally Curly Hair) 4:31

Wenn nicht anders vermerkt, stammen die Kompositionen von Vince Guaraldi.

### 2-CD-Edition (2025)
- Jazz Impressions of "A Boy Named Charlie Brown" (Craft Recordings)[4]

CD 1
1. Oh, Good Grief 2:24
2. Pebble Beach 2:49
3. Happiness Theme (Happiness Is) 3:40
4. Schroeder 1:52
5. Charlie Brown Theme 4:22
6. Linus and Lucy 3:04
7. Blue Charlie Brown 7:26
8. Baseball Theme 3:15
9. Frieda (mit the Naturally Curly Hair) 4:37

CD 2
1. Linus and Lucy (Studio Test) 2:27
2. Linus and Lucy (Take 3) 1:13
3. Happiness Theme (Hapiness Is) (Take 4) 3:35
4. Pebble Beach (Take 7) 2:36
5. Baseball Theme (Take 1) 1:26
6. Oh, Good Grief (Take 1) 1:56
7. Schroeder (Take 3) 1:36
8. Baseball Theme (Take 2) 2:28
9. Oh, Good Grief (Take 1/Later Session) 2:43
10. Schroeder (Take 2) 0:47
11. Blues for Peanuts 4:38
12. Charlie Brown Theme (Take 4) 4:49
13. Blue Charlie Brown (Take 1) 5:27
14. Frieda (mit the Naturally Curly Hair) (Take 1) 6:10
15. Fly Me To The Moon (Bart Howard) 8:59
16. Autumn Leaves (Joseph Kosma, Jacques Prévert) 10:16

## Rezeption
Nach Ansicht von Mark Sullivan, der die Neuausgabe des Albums in All About Jazz rezensierte, würde „Oh, Good Grief“ das Set mit lyrischem Swing eröffnen, ganz in der Tradition des Mainstream-Jazz, und gleichzeitig Guaraldis melodisches Geschick demonstrieren. „Pebble Beach“ sei ein Bossa Nova, während „Linus and Lucy“ die erste Version eines klassischen Stücks sei. Das brasilianische Feeling setze zusätzlich zum Schlagzeug eine Shekere ein, was einen eher lateinamerikanischen Groove als in der bekanntere Version erzeuge. „Blue Charlie Brown“, das längste Stück, zeichne sich durch exzellentes Blues-Pianospiel aus. „Frieda (With the Naturally Curly Hair)“ sei eine eingängige Melodie mit einem rhythmischen Thema. Die alternativen Takes würden Einblick in die Entwicklung der Arrangements bieten. So zeige „Linus and Lucy (Studio Test)“ eine reduzierte Solo-Pianoversion des klassischen Themas, während „Linus and Lucy (Take 3)“ eine andere Version der Trio-Bearbeitung mit einem Shaker biete.

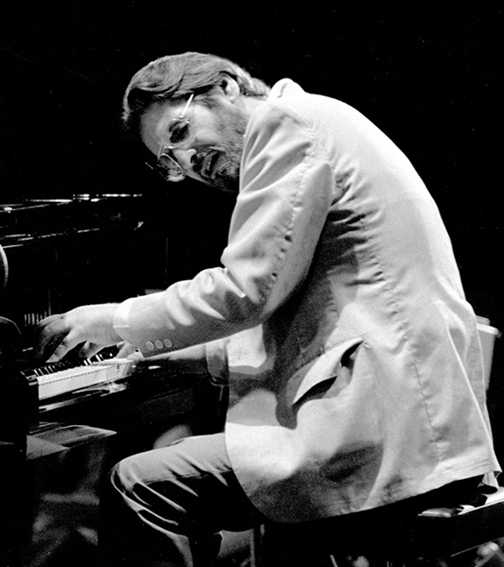
Bill Evans (1978)

Die alternativen Takes in der Neuauflage von „Jazz Impressions of A Boy Named Charlie Brown“ seien mehr als historische Kuriositäten, meint Joey Willis (Glide). Sie würden Einblick in den kreativen Prozess von Vince Guaraldi geben und zeigen, wie diese Musik in Echtzeit geformt wurde. Sie enthüllten einen Komponisten und Pianisten, der sich intensiv mit Experimenten beschäftigte und bereit war, seine Themen so lange zu dehnen und umzuformen, bis sie sich genau richtig anfühlten. Während die endgültige Version von „Oh, Good Grief“ straff und schwungvoll klinge, sei die frühe Aufnahme („Oh, Good Grief“, Take 1) lockerer. Guaraldi würde sich in längere improvisierte Läufe vertiefen und freier mit rhythmischen Phrasierungen spielen. Es herrsche ein Gefühl der Erkundung, als würde er noch herausfinden, was das Stück sein wolle. „Pebble Beach (Take 7)“ sei möglicherweise der introspektivste Moment des Albums. Dieser Alternative Take klinge meditativer als die endgültige Version, langsamer und verträumter, wobei Guaraldi mehr Raum zwischen den Noten lasse, und Guaraldi tendiere zu einem impressionistischeren Touch, fast wie Bill Evans.
Ein besonderes Highlight sei das frühe „Linus and Lucy (Studio Test)“, dem der druckvolle Punch der finalen Version fehlt, das aber etwas Intimeres biete, so Joey Willis weiter. Der Groove sei da, aber etwas zurückhaltend, als taste Guaraldi noch die Grenzen dieses bald ikonischen Riffs ab. Und schließlich böten die beiden alternativen Trio-Versionen von „Schroeder“ einen faszinierenden Kontrast zu dem kargen Solo, das es in spätere Specials geschafft hat. Diese Takes seien dynamischer, mit lebendigem Bass und Schlagzeug, die dem Stück ein Gefühl von Bewegung und Energie verleihen, das im Kontrast zur eher introspektiven Solo-Version steht. Kurz gesagt: Diese alternativen Takes böten mehr als nur Abwechslung; sie erzählten eine Geschichte künstlerischer Raffinesse. Sie würden Guaraldi und sein Trio nicht nur beim Spielen zeigen, sondern auch beim lauten Denken in der Musik und beim Treffen spontaner Entscheidungen. Das Album gebe einen Einblick in die Struktur und die Überarbeitungen.

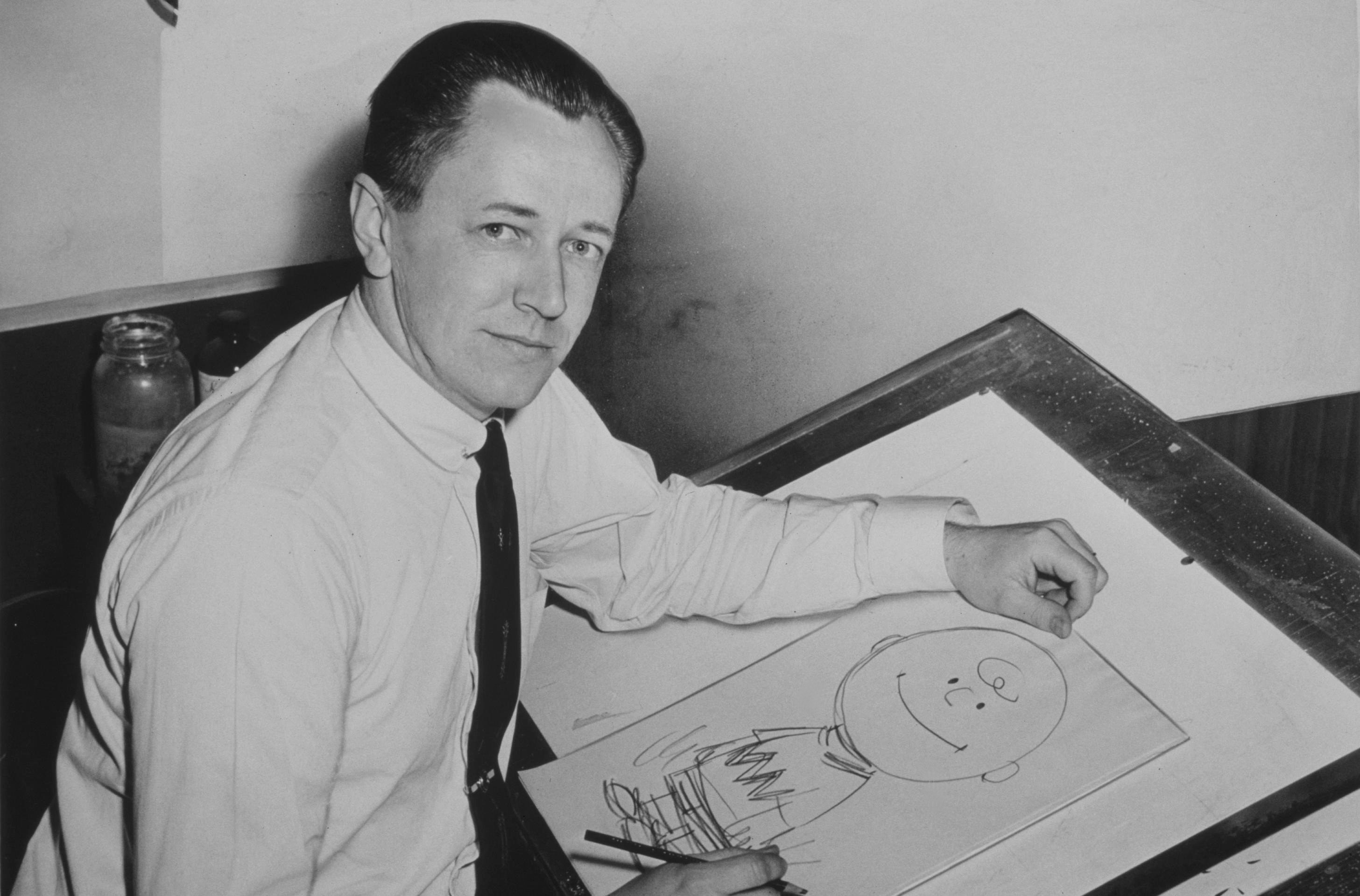
Charles M. Schulz, Autor und Zeichner der Peanuts (1956)

Richard S. Ginell verlieh dem Album in Allmusic fünf Sterne und schrieb, dies sei nicht nur Guaraldis erster Peanuts-Soundtrack, sondern auch ein wichtiges Album, weil die hier zu hörende Musik ab Mitte der 1960er-Jahre wahrscheinlich Millionen von Kindern (und ihre Eltern) an den Jazz herangeführt habe. Das Bemerkenswerteste, neben der hohen Qualität von Guaraldis skurril-schwungvollen Melodien, sei, dass er seine Kunst nicht im Geringsten für die Zeichentrickwelt kompromittiert habe; im Gegenteil, er würde in seinem Klavierspiel hier noch engagierter, einfallsreicher und unbeschwerter denn je klingen. Die Musik auf diesem Album habe den Grundstein für vieles gelegt, was noch kommen sollte; hier sei zum ersten Mal das bekannte, vom Bossa Nova beeinflusste „Linus and Lucy“ zu hören, und Fans der Serie werden Themen aus späteren Episoden wie „Baseball Theme“ und „Oh, Good Grief“ (eine Neufassung des Dixiebelles-Hits „Down at Papa Joe’s“) 
wiedererkennen.